# Helicolenus
Helicolenus is een geslacht uit de familie schorpioenvissen (Scorpaenidae) of Sebastidae.
Van de 10 soorten leven de meeste in de Grote Oceaan. Eén soort, het blauwkeeltje leeft ook in de Noordzee en de Atlantische Oceaan.
Volgens FishBase worden de volgende 10 soorten in het geslacht Helicolenus onderscheiden:
- Helicolenus alporti (Castelnau, 1873)
- Helicolenus avius Abe & Eschmeyer, 1972
- Helicolenus barathri (Hector, 1875)
- Helicolenus dactylopterus (Delaroche, 1809) – Blauwkeeltje
- Helicolenus fedorovi Barsukov, 1973
- Helicolenus hilgendorfii (Döderlein, 1884)
- Helicolenus lahillei Norman, 1937
- Helicolenus lengerichi Norman, 1937
- Helicolenus mouchezi Sivertsen, 1945
- Helicolenus percoides (Richardson & Solander, 1842)